# Euchlanis myersi
Euchlanis myersi is een raderdiertjessoort uit de familie Euchlanidae. De wetenschappelijke naam van deze soort is voor het eerst geldig gepubliceerd in 1959 door Kutikova.